# Ein Festival der Liebe (Album)
Ein Festival der Liebe ist das erste Studioalbum des deutschen Schlagersängers Jürgen Marcus und wurde 1973 bei Telefunken veröffentlicht.

## Hintergrund
Das Album wurde mit Produzent Jack White aufgenommen. Jo Plée war Dirigent und für die Arrangements verantwortlich. Das Coverbild zeigt Marcus mit einer großen dunklen Samtfliege.
Auf dem Album sind mehrere Titel enthalten, die auch als Singles veröffentlicht wurden, darunter Charthits wie Eine neue Liebe ist wie ein neues Leben, Schmetterlinge können nicht weinen oder auch der Titelgeber. In Deutschland avancierten diese alle zu Top-10-Hits.

## Titelliste
1. Ein Festival der Liebe – 3:57
2. Ich seh’ den Weg vor mir – 2:38
3. Schmetterlinge können nicht weinen – 3:45
4. Was auf dieser Welt kann schöner sein – 2:30
5. Wein’ ihm keine Träne nach – 4:29
6. Nur du (Teil I) – 2:40
7. Eine neue Liebe ist wie ein neues Leben – 3:50
8. Nur Liebe zählt – 3:27
9. Unter der heißen Sonne von Santa Maria – 3:12
10. Im Land, das Gestern heißt – 3:25
11. Ich könnte heut’ die ganze Welt umarmen – 3:32
12. Nur du (Teil II) – 2:34

## Charts und Chartplatzierungen
Ein Festival der Liebe stieg am 15. Mai 1973 auf Rang 29 der deutschen Albumcharts ein und erreichte seine beste Platzierung am 15. November 1973 mit Rang 21. Das Album konnte sich acht Monate in den Charts platzieren, letztmals in der Chartausgabe vom 15. Dezember 1973. 1973 belegte Ein Festival der Liebe Rang 39 der deutschen Album-Jahrescharts.
Das Album avancierte für Jürgen Marcus zum ersten Charterfolg in den Albumcharts. Keines seiner Alben konnte sich zudem besser oder länger in den deutschen Albumcharts platzieren.
| ChartsChartplatzierungen | Höchstplatzierung | Monate |
| ------------------------ | ----------------- | ------ |
| Deutschland (GfK)        | 21 (8 Mt.)        | 8      |

| ChartsJahrescharts (1973) | Platzierung |
| ------------------------- | ----------- |
| Deutschland (GfK)         | 39          |